# M6 (Ungern)

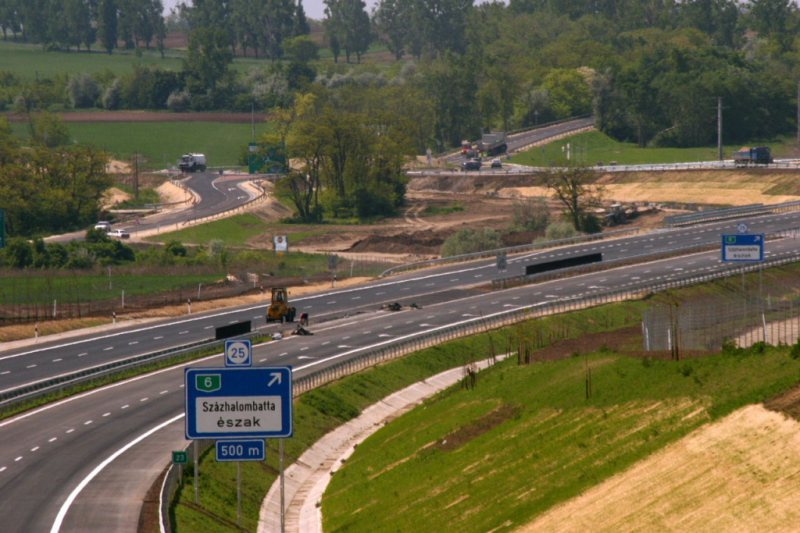
Motorvägen M6 om Százhalombatta.

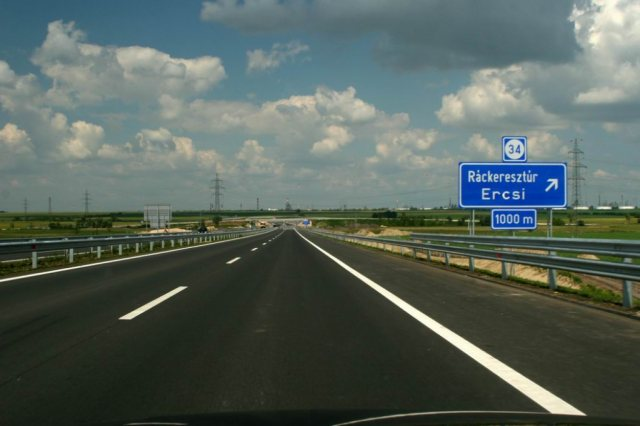
Trafikplats 34 km vid Ercsi.

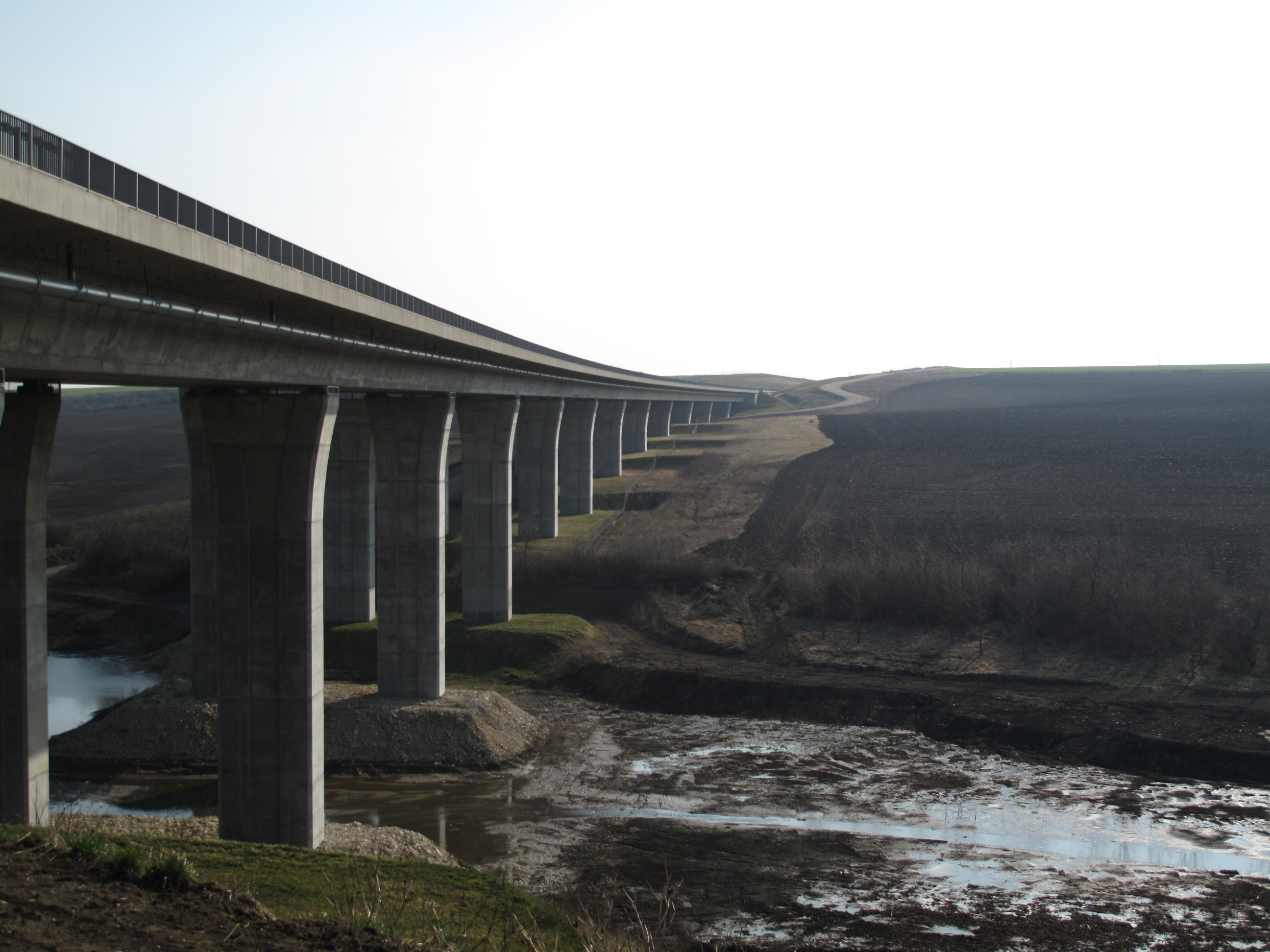
Vörösmalmi árok.

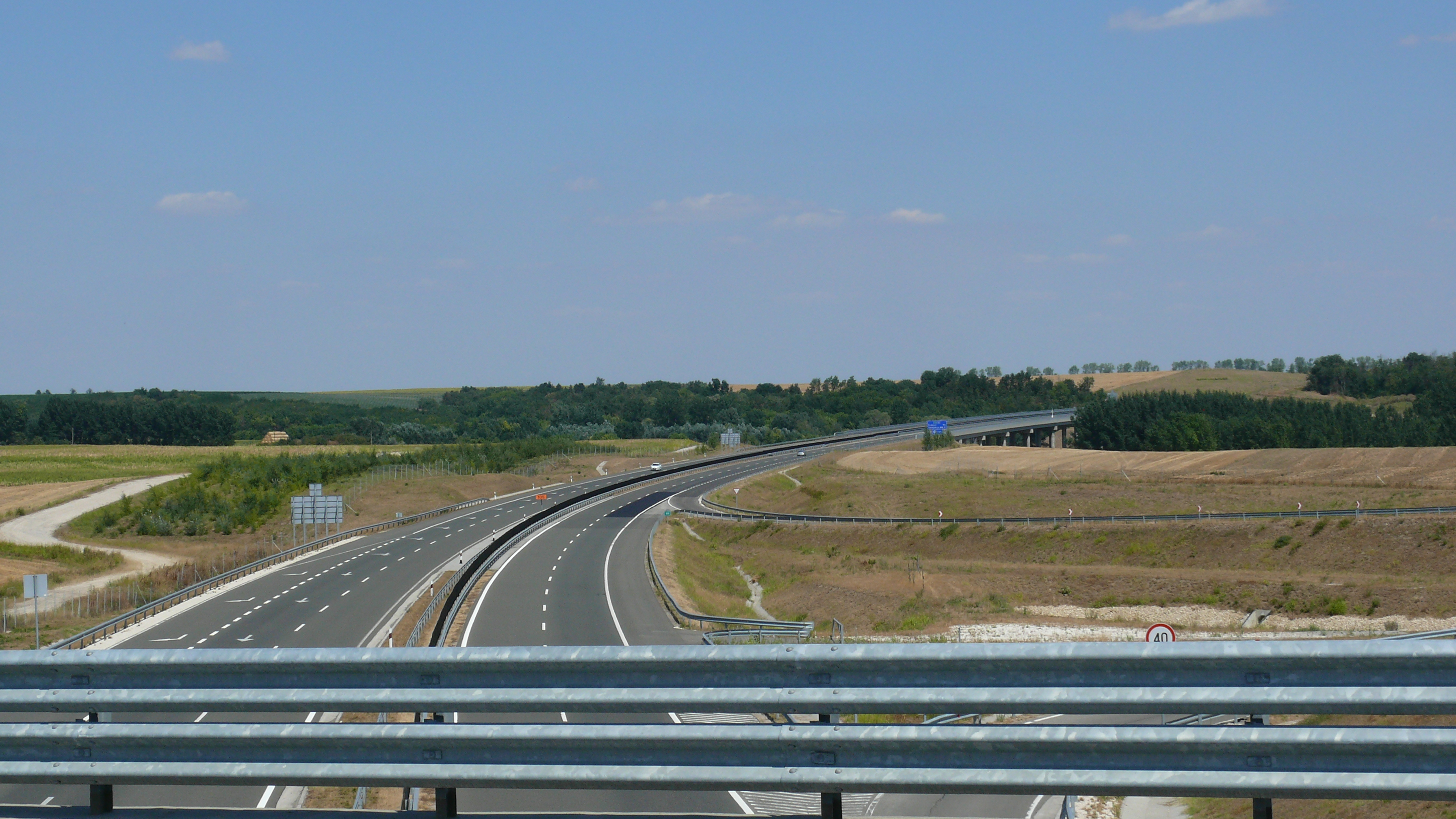
Motorväg vid Paks.

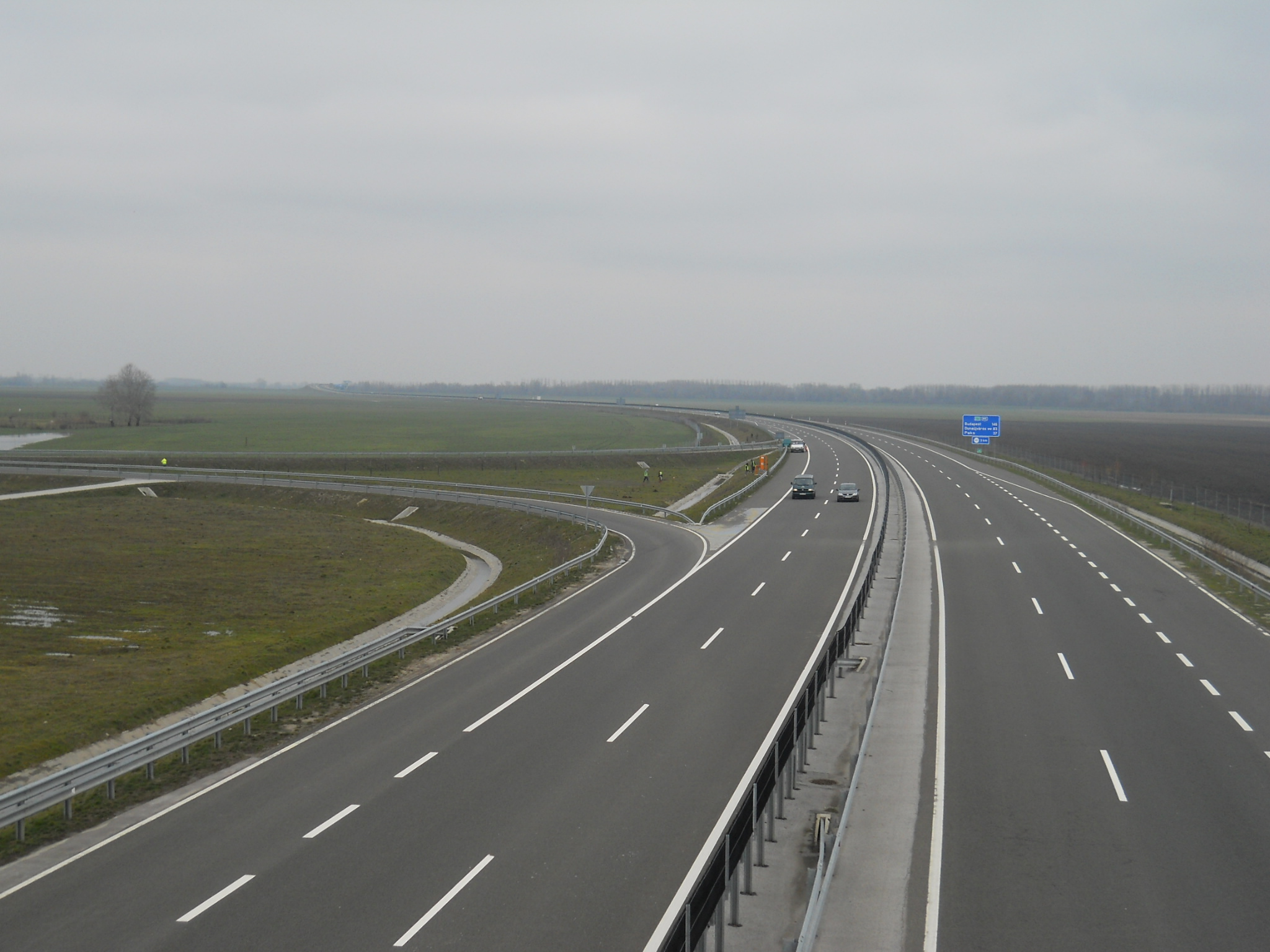
M6 Motorväg vid Szekszárd.

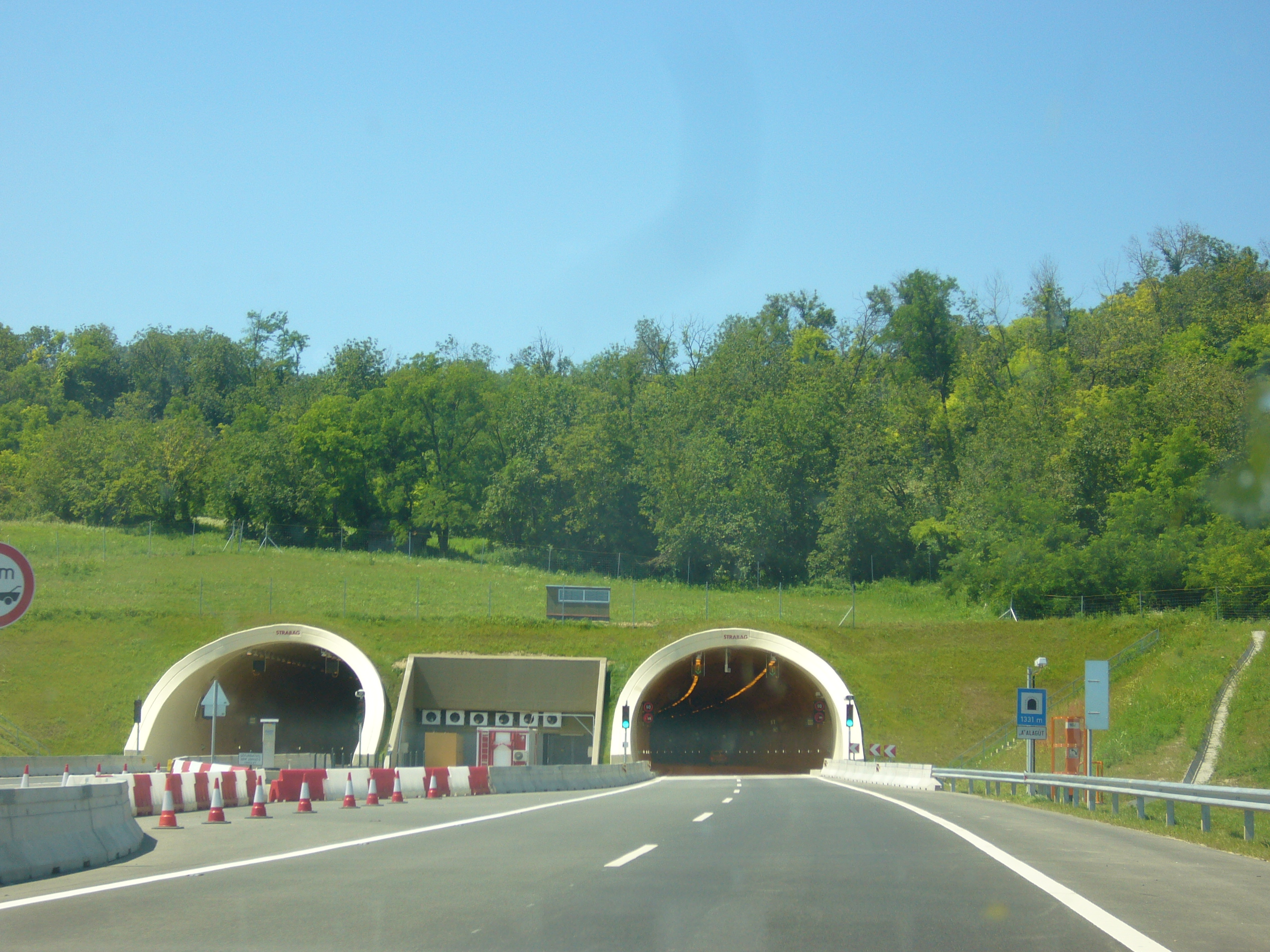
Ingång till Bátaszék-tunneln.

M6 är en motorväg i Ungern som går i nord-sydlig riktning längs Donau. Motorvägen börjar vid M0 utanför Budapest och går söderut till Pécs, och därefter vidare till kroatiska gränsen. Den sydligaste delen (Bóly till kroatiska gränsen) är ännu inte färdigbyggd, invigningen är planerad till 2023.
M6 kommer att vara 212 km lång när den är färdigställd. 2018 var planen att färdigställa vägen 2023.
Motorvägens ibruktagning:
- 2008 Budapest, M0 - Érdi-tető (Érd dél)
- 2006 Érdi-tető - Dunaújváros, M8
- 2010 Dunaújváros - Bóly, M60

## Europavägsavsnitt
Motorvägen är europaväg längs hela sträckan, 
- E 73 Motorvägskorsning M0 - Kroatien.

## Trafikplatser
|                | Km                          | Skyltning                                                                                                  |
| -------------- | --------------------------- | --- |
| Trafikplats    | 15                          | Motorvägsring runt Budapest Győr (A); Nagytétény, Budatétény / , (UA) Nyíregyháza, Budapest , (SRB) Szeged |
| Trafikplats    | 18                          | Érd észak, Iparterület                                                                                     |
| Trafikplats    | 20                          | Érd |
| Trafikplats    | 22                          | Martonvásár / Érd dél                                                                                      |
| Trafikplats    | 25                          | Százhalombatta észak                                                                                       |
| Trafikplats    | 28                          | Százhalombatta dél, Iparterület                                                                            |
|                |                             | Pest megye / Fejér megye                                                                                   |
| Rastplats      | 31                          | Keresztúri pihenőhely                                                                                      |
| Trafikplats    | 34                          | Ráckeresztúr / Ercsi                                                                                       |
| Rastplats      | 40                          | Fácános pihenőhely                                                                                         |
| Trafikplats    | 43                          | Besnyő, Pusztaszabolcs / Beloiannisz, Iváncsa                                                              |
| Trafikplats    | 50                          | Szabadegyháza / Adony                                                                                      |
| Trafikplats    | 55                          | Perkáta |
| Rastplats      | 57                          | Szentmihályi pihenőhely                                                                                    |
| Trafikplats    | 61                          | Kulcs, Rácalmás                                                                                            |
| Trafikplats    | 67                          | Székesfehérvár / Dunaújváros észak                                                                         |
| Trafikplats    | 70                          | Dunaújváros-Centrum / Sárbogárd                                                                            |
| Rastplats      | Dunaújvárosi pihenőhely     | |
| Trafikplats    | 75                          | Dunaújváros dél                                                                                            |
| Trafikplats    | 83                          | Dunaföldvár észak / Mezőfalva                                                                              |
|                |                             | Fejér megye / Tolna megye                                                                                  |
| Trafikplats    | 87                          | Dunaföldvár / Cece, Előszállás                                                                             |
| Rastplats      | 92                          | Dunaföldvári pihenőhely                                                                                    |
| Trafikplats    | 98                          | Paks észak                                                                                                 |
| Bro            |                             | Gyűrűs árok                                                                                                |
| Bro            |                             | Vörösmalmi árok                                                                                            |
| Trafikplats    | 106                         | Németkér / Paks                                                                                            |
| Rastplats      | 108                         | Paksi pihenőhely                                                                                           |
| Trafikplats    | 114                         | Nagydorog, Kölesd / Paks dél                                                                               |
| Rastplats      | 120                         | Szentgyörgyi pihenőhely                                                                                    |
| Trafikplats    | 124                         | Tengelic / Dunaszentgyörgy                                                                                 |
| Trafikplats    | 131                         | Székesfehérvár, Szedres                                                                                    |
| Rastplats      | 134                         | Fácánkerti pihenőhely                                                                                      |
| Trafikplats    | 138                         | Bonyhád, Szekszárd észak / Tolna                                                                           |
| Trafikplats    | 142                         | Palánk / Szent László híd                                                                                  |
| Bro            |                             | Sió-csatorna                                                                                               |
| Trafikplats    | 147                         | Szekszárd / Őcsény, Gemenci-erdő                                                                           |
| Trafikplats    | 151                         | Decs, Szekszárd dél                                                                                        |
| Rastplats      | 155                         | Sárközi pihenőhely                                                                                         |
| Trafikplats    | 163                         | Bátaszék, Baja / Bonyhád                                                                                   |
| Rastplats      | 165                         | Geresdi pihenőhely                                                                                         |
| Tunnel         | 167                         | "A" alagút (1331 m)                                                                                        |
| Bro            | 169                         | völgyhíd (280 m)                                                                                           |
| Tunnel         | "B" alagút (399 m)          | |
| Bro            | 170                         | Belső-réti-patak völgyhíd (313 m)                                                                          |
|                | Tolna megye / Baranya megye | |
| Tunnel         | "C" alagút (881 m)          | |
| Tunnel         | 172                         | "D" alagút (418 m)                                                                                         |
| Bro            | 173                         | Palotabozsoki vízfolyás felett völgyhíd (481 m)                                                            |
| Trafikplats    | Somberek / Pécsvárad        | |
| Bro            |                             | Szébényi völgyhíd (866 m)                                                                                  |
| Rastplats      | 181                         | Szébényi pihenőhely                                                                                        |
| Bro            |                             | Csele-patak völgyhíd (450 m)                                                                               |
| Bro            |                             | Hímesházai árok völgyhíd (491 m)                                                                           |
| Trafikplats    | 191                         | Mohács, Szajk                                                                                              |
| Trafikplats    | Pécs                        | |
| Trafikplats    | 196                         | Bóly kelet / Nagynyárád                                                                                    |
| Rastplats      | 199                         | Nagynyárádi pihenőhely                                                                                     |
| Trafikplats    | 206                         | Bezedek, Lippó / Villány                                                                                   |
|                | 210                         | Tengelysúlymérő állomás                                                                                    |
| Gränsövrergång | 212                         | Gränsövrergång Ivándárda (H) – Branjin Vrh (HR) → Kroatien Osijek                                          |